# Carrer del Clariano
El carrer del Clariano és un carrer de la ciutat de València situat a l'est de la ciutat. Forma part del gran districte d'Algirós travessant el barri de La Bega Baixa (o Sant Josep) fins a arribar al barri de La Carrasca.
Connecta els barris de Mestalla i l'Amistat al seu extrem sud (a l'altra banda de l'Avinguda de Blasco Ibáñez) amb els barris de Benimaclet i Camí de Vera al seu extrem nord (a l'altra banda de l'Avinguda de Catalunya), a més de fer (mitjançant un túnel) de sortida cap al nord per l'autovia V-21 direcció Castelló-Barcelona i cap als campus universitaris de Tarongers (de l'UV) i de Vera (de l'UPV). Des de l'Avinguda de Catalunya es pot arribar tant a l'Avinguda del Primat Reig com a la Ronda Nord de València.
Des de l'any 1948 està dedicada al riu Clariano, un riu valencià de la comarca de La Vall d'Albaida. Té com a punt de referència una gasolinera prou popular que fa cantó amb el carrer de Gorgos i també té un accés a la coneguda plaça del Xúquer, amb diferents establiments d'hosteleria i serveis per a estudiants universitaris. Dóna servei al carrer la línia d'autobusos 18 de l'EMT de València, que comunica el carrer amb els campus universitaris i amb els hospitals de La Fe i Doctor Peset.